# Narycia cineracea
Narycia cineracea är en fjärilsart som beskrevs av Edward Meyrick 1914. Narycia cineracea ingår i släktet Narycia och familjen säckspinnare. Inga underarter finns listade i Catalogue of Life.